# Montre (militaire)
Pour les articles homonymes, voir Montre.
Une montre est une revue, un recensement de la noblesse au Moyen Âge. Une réformation est un contrôle de l'état de « noble » et des privilèges liés à cet état.

## Définitions

### Montres
Les montres rassemblent les nobles, rassemblés par paroisse et en armes. Le but principal est de contrôler l'état de l'équipement militaire des nobles d'une province, en fonction de critères qui dépendent du rang et de la fortune de chaque noble. Des exemptions sont possibles, mais les nobles défaillants s'exposent à des sanctions.

### Institution des montres par le roi de France
Jean II souhaite « encadrer au service de l'État l'immense fourmillement des hommes de guerre soldés ». Le pays abonde en gens de guerre mais pas forcément bien équipés ni disciplinés. Ils peuvent fuir le champ de bataille ou se transformer en pillards pendant les périodes de trêve. D'autre part, les impôts étant difficiles à faire rentrer, il convient d'éviter les gaspillages. Il est courant que des hommes se présentent dans plusieurs compagnies en se prêtant mutuellement leurs équipements pour recevoir plusieurs soldes.
Le 30 avril 1351, une nouvelle ordonnance augmente les soldes contre l'institution de revues (la montre) contrôlant les troupes. Chaque combattant doit faire partie d’une compagnie sous l’ordre d’un capitaine, les chevaux sont marqués pour éviter que les mêmes montures puisse être montrées dans deux unités différentes. Les soldes sont donc versées à vue à l'issue de la montre ce qui permet de solder une seule fois les combattants et seulement s’ils sont correctement équipés.
Cette ordonnance crée une véritable armée royale en lieu et place des troupes seigneuriales, peu disciplinées. Les barons, vassaux et arrière-vassaux sont logés à la même enseigne et intégrés dans des compagnies. Les capitaines de ces unités sont responsables de la tenue et de la disponibilité de leur troupe, et doivent rendre des comptes au connétable et aux maréchaux.
Lors de la fameuse montre de Blois du 20 janvier 1370, c'est Bertrand du Guesclin qui passe en revue la montre de son fidèle compagnon Guillaume Boitel et le récompense largement pour sa contribution aux victoires sur les Anglais.
En Bretagne
Une ordonnance de 1450 de Pierre II de Bretagne explique l'équipement requis à fournir dans cette province les décennies suivantes.

### Réformations
Les réformations sont des contrôles permettant de vérifier qui est bien « noble ». Pour échapper à certains impôts, tels les fouages (impôt sur les feux roturiers), les nobles doivent prouver leur noblesse, comme lors de la Réformation des fouages en Bretagne en 1426. Ces documents sont conservés aux archives départementales de Loire-Atlantique et ont été en partie publiés,,,,.

## L'exemple de la Bretagne
- Des montres sont organisées dans le duché de Bretagne en 1477 et en 1562. Une montre est organisée à Vannes en 1492 dont la liste des participants est connue[8]. Une autre est organisée en 1481 dans l'évêché de Cornouaille entre autres. D'autres ont lieu en 1536[9] et en 1678[réf. souhaitée].
- Des réformations : celle de 1426[10] concerne tout le duché de Bretagne, celles de 1444 ou 1448 une partie seulement du duché. Une autre eut lieu en 1669[11].